# Ditrichum lineare
Ditrichum lineare là một loài rêu trong họ Ditrichaceae. Loài này được Sw. Lindb. mô tả khoa học đầu tiên năm 1871.